# Pulvinaria ellesmerensis
Pulvinaria ellesmerensis är en insektsart som beskrevs av Richards 1964. Pulvinaria ellesmerensis ingår i släktet Pulvinaria och familjen skålsköldlöss. Inga underarter finns listade i Catalogue of Life.